# Barfußroute
Der Begriff Barfußroute stammt aus der Seefahrt.
Hierbei umfährt ein Schiff die Erdkugel auf einem ganz bestimmten Seeweg, welcher vorwiegend durch tropische oder subtropische Gebiete führt. Aufgrund des Klimas und der Witterungsverhältnisse ist es an Deck so warm, dass die Schiffsinsassen barfuß umherlaufen können – daher der Name.
Die klassische Barfußroute führt entlang der bekanntesten Blauwasserrouten von Europa aus über die Kanaren, die Karibik, die Südsee, Australien und Neuseeland, Thailand und durch den Suez-Kanal zurück zum Anfangspunkt. Der Abschnitt von den Kanaren bis zu den Westindischen Inseln ist identisch mit der Regattastrecke der Atlantic Rally for Cruisers und der Atlantic Challenge für Ruderboote.